# Seychelle-i kreol nyelv
A seychelle-i kreol nyelv, amelyet kreolként és seselwaként is ismernek, egy francia alapú kreol nyelv a Seychelle-szigeteken. Az angollal és a franciával együtt a szigetek egyik hivatalos nyelve.

## Leírása
Az 1976-os függetlenség után a szigetek kormánya elhatározta, hogy a seychelle-i kreol nyelvet önálló írásrendszerrel, nyelvtannal látja el, megalapítva a Lenstiti Kreolt (Kreol Intézet), hogy ezen ügyeket elvégezze.
A kreol szavak kiejtése nagyjából a francia kiejtéssel egyezik meg. Az alábbiakban egy példamondat szemléleti ezt („Mind együtt kell dolgoznunk, hogy felépítsük a jövőt”):
| Nyelv         | Szó   | Szó    | Szó   | Szó       | Szó  | Szó         | Szó      | Szó  | Szó      | Szó    | Szó      |
| ------------- | ----- | ------ | ----- | --------- | ---- | ----------- | -------- | ---- | -------- | ------ | -------- |
| Kreol         | Nou   |        | tou   | bezwen    |      | travay      | ansamn   | pou  | kree     | nou    | lavenir  |
| Francia (IPA) | /nuz/ | /a.vɔ̃/ | /tus/ | /bə.zwɛ̃/  | /də/ | /tra.va.je/ | /ɑ̃.sɑ̃bl/ | /pu/ | /kre.e/  | /nɔtr/ | /av.nir/ |
| Francia       | Nous  | avons  | tous  | besoin    | de   | travailler  | ensemble | pour | créer    | notre  | avenir   |
| Magyar        | Mi    | PART   | mind  | szükséges | GEN  | dolgozni    | együtt   | hogy | megalkot | mienk  | jövő     |

## Példaszöveg
Ou, nou papa ki dan lesyel,
Fer ou ganny rekonnet konman Bondye.
Ki ou renny i arive.
Ki ou lavolonte i ganny realize
Lo later parey i ete dan lesyel
Donn nou sak zour nou dipen ki nou bezwen.
Pardonn nou pour bann lofans
Ki noun fer anver ou,
Parey nou pardonn sa ki n ofans nou.
Pa les tantasyon domin nou,
Me tir nou dan lemal.
(Miatyánk)
A számok 10-ig:
1: Enn
2: De
3: Trwa
4: Kat
5: Senk
6: Sis
7: Set
8: Ywit
9: Nef
10:Dis